# Diplacodes haematodes
Espèce
Classification phylogénétique
- Hexapodes
  - Insectes
    - Archéognathes
    - CNN (clade non nommé)
      - Thysanoures
      - CNN
        - Odonates
          - Epiproctophora
            - Libellulidae
              - Diplacodes
              - D. haematodes

Diplacodes haematodes est une espèce de libellules que l'on trouve dans toute l'Australie (à l'exception de la Tasmanie), au Timor, en Nouvelle-Guinée, au Vanuatu et en Nouvelle-Calédonie. Elle est localement commune dans les habitats exposés à un chaud soleil ou près des rivières, des ruisseaux, des étangs et des lacs. Elle préfère souvent s'installer sur des pierres chaudes, plutôt que sur des brindilles ou des feuilles et elle est très prudente.

## Description
C'est une espèce de libellule spectaculaire, bien que de petite taille. Le mâle est rouge vif, la femelle jaune ocre. Les femelles ont un peu de jaune à l'extrémité des ailes, alors que les mâles ont ces couleurs à la racine des ailes.

## Galerie

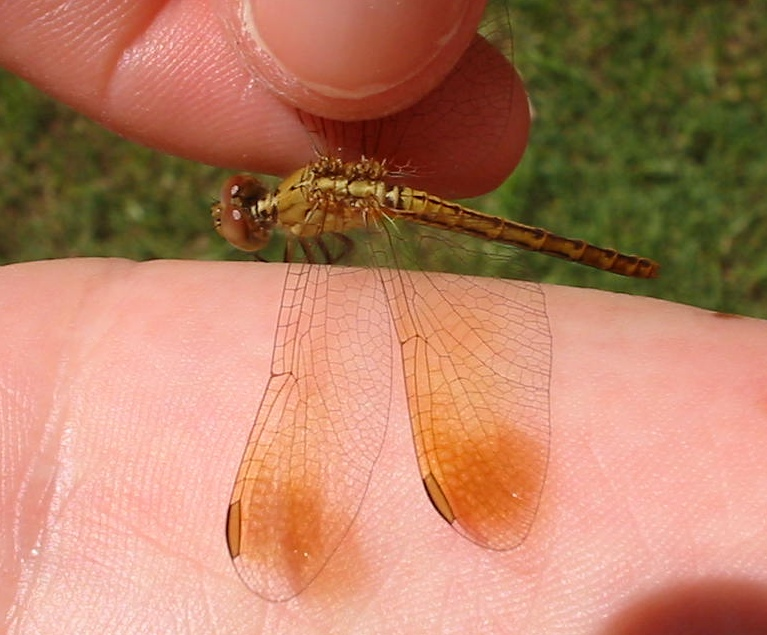
Femelle